# Making Off (film, 2012)
Pour les articles homonymes, voir Making of (homonymie).
 (mars 2017).
Pour plus de détails, voir Fiche technique et Distribution.
Making Off, stylisé Making oFF, est un film français réalisé par Cédric Dupuis, sorti en 2012.

## Synopsis
Cédric Dupuis, un réalisateur ambitieux et mégalomane, décide de tourner le plus grand film d'horreur de tous les temps. Pour cela, il devra compter sur ses propres moyens ainsi que sur ses amis à qui il demande de faire les acteurs. Ce ne sera malheureusement pas aussi facile qu'il l'imaginait, et il va peu à peu sombrer dans une folie meurtrière à l'égard de son équipe. Il en profitera pour modifier son projet: désormais, il réalisera le plus grand making-of de tous les temps...

## Fiche technique
- Titre : Making Off
- Réalisation : Cédric Dupuis
- Scénarios : Cédric Dupuis
- Société de production : Burdigala Production
- Musique : Romain Paillot, Raphaël Miraoui
- Pays d'origine :  France
- Lieu de tournage : Mantes-la-Jolie (Yvelines, France)
- Langue : français
- Genre : horreur, gore, comédie noire
- Durée : 78 minutes
- Film interdit aux moins de 16 ans en France.
- Date de sortie : 2 mai 2012 ( France) (directement en vidéo)

## Distribution
- Olivier Bureau : Cédric Dupuis
- Nathalie Van Tongelen : Aline
- Céline Berti [1]: Camille
- Mickael Collart : Mathieu
- Jérôme Thévenet : Arnaud
- Sébastien Ventura : Jonathan
- Jonathan Juré : Raphaël

## Ambiguïté et notoriété
Cédric Dupuis est le vrai nom du réalisateur, et son propre rôle est joué par l'acteur Olivier Bureau. 
Le film, malgré ses maigres moyens de production (quelques milliers d'euros seulement), a été remarqué par une partie de la communauté des fans de cinéma de genre pour son humour noir récurrent, son ambiance malsaine ainsi que ses scènes gores frôlant parfois l'insoutenable. 
Sur plus d'une centaine de votes sur Allociné, le film obtient une moyenne de 2.6/5.
Making Off a bénéficié d'une sortie en Suisse et en Belgique. Une sortie internationale est également prévue puisque le DVD comporte une traduction sous-titrée en anglais (ainsi que plusieurs bonus, dont un commentaire audio de Cédric Dupuis et d'Olivier Bureau durant tout le film).